# Thorolf Hillblad
Erik Gösta Thorolf Hillblad, (ibland även Thorulf), född 26 augusti 1917 i Jukkasjärvi, död 29 maj 2012, var en svensk journalist. Han är uppmärksammad som den första svenska radiorösten för Radio Königsberg under andra världskriget. 

## Biografi
Hillblad var från 1930 medlem i Sveriges kommunistiska parti i Vännäs, och från 1932 i Svenska nationalsocialistiska partiet i Umeå. Han flyttade 1935 till Göteborg där han arbetade för Nationalsocialistiska arbetarepartiet, bland annat som skribent i partitidningen Den Svenske Nationalsocialisten.
Hillblad reste 1939 till Berlin för att studera journalistik vid Humboldtuniversitetet. Han ville dryga ut det stipendium han hade fått och började därför med översättningar, bland annat på en byrå underställd det tyska utrikesministeriet. Hillblad blev intresserad av Radio Königsberg:
| ”                                                       | I oktober-november 1939 blev jag uppringd av en Unterstaatssekretär i utrikesministeriet för att diskutera att starta radiosändningar till Skandinavien. Jag skulle ta hand om det redaktionella med personal engagerad av utrikesministeriet. Senare föreslogs att jag skulle göra mikrofonprov, som godtogs. Jag kom alltså att både sammanställa materialet och läsa upp det. | „ |
| – Tyskland talar: Hitlers svenska radiostation (sid 14) | |   |

År 1941 blev Hillblad frivillig som krigskorrespondent (Kriegsberichterstatter) inom Waffen-SS i division Leibstandarte Adolf Hitler och deltog under Operation Barbarossa, bland annat i Leningrad och Ukraina, men återvände senare till radion. År 1944 återvände han till Sverige. Efter kriget blev han spökskrivare till Erik Wallins bok Ragnarök, och var även en av de högre ledarna inom Svensk Socialistisk Samling (SSS) fram till 1950.
1953 flyttade han till Argentina och startade resebyrån Via Nord. 1961 flyttade Hillblads verksamhet in i det då nybyggda "Sverigehuset" i Buenos Aires, nu under namnet "Resebyrån Thorolf Hillblad". År 1983 var han direktör för en resebyrå i Argentina.